# Rudolph von Procházka
Rudolph Freiherr von Procházka (* 23. Februar 1864 in Prag; † 24. März 1936 ebenda; Pseudonym Leon Elms) war ein böhmischer Jurist, Komponist und Musikschriftsteller.

## Biografie
Rudolph Freiherr von Procházka entstammte einem alten Herren- und Landgeschlecht aus Böhmen, Mähren und Schlesien. Bereits als Kind zeigte er dichterisches und musikalisches Talent. Procházka studierte in Prag Jura sowie Violine und Komposition. Nachdem er ab 1888 erst in Eger und Asch tätig war, bekleidete er in seiner Heimatstadt vielfältige Amtsstellungen. Er war Mitbegründer und erster Präsident der Deutschen Musikakademie. Des Weiteren war er seit 1922 Ministerialrat, kaiserlich-königlicher Bezirkshauptmann, Offizier mit Statthalterdekret und Kommissar der Bezirkssparkasse Cheb. Daneben wurde er 1910 zum Landes-Musikreferenten ernannt, war Vizepräses der k.k. Prüfungskommission für das Lehramt der Musik an Mittelschulen, Regierungsvertreter beim Arbeitsausschuss für das deutsche Volkslied in Böhmen, Mitglied des Sachverständigen-Kollegiums für den Bereich der Tonkunst in Prag und wirkendes Mitglied des Vereines zur Förderung der Tonkunst.
Procházka galt als Fachmann in Sachen Urheberrecht und wirkte unter anderem im Arbeitsausschuss für das deutsche Volkslied in Böhmen mit. Procházka war seit 1893 mit Tonia Baronin Procházka geborene Gundling verheiratet, die ihm den Sohn Roman von Procházka gebar. Seine musikalischen Werke zeigen einen stark mystischen, fast schon esoterischen Bezug. Anfangs orientierte er sich noch an Robert Schumann und Robert Franz, löste sich dann aber inhaltlich und formell völlig von seinen Vorbildern.

## Werke (Auswahl)
als Komponist
- Oper Agamemnon
- Oper Das Glück (op. 15), 1897
- Oratorium Christus, 1901
- op. 13 Kantaten Die Psalmen für Sopran, Männerchor und Orchester
- op. 14 Kantate Die Palmen für Männerchor, Soli und Orchester
- op. 18 Harfner-Variationen für Orchester über ein ungedrucktes Thema von Mozart
- op. 20 Kantate Seerosen für Männerchor, Soli und Orchester
- op. 24 Sinfonische Lieder ohne Worte
- op. 26 Deutschböhmische Reigen für Klavier vierhändig

als Literat
- Asteroiden, Gedichtband, 1887
- Versuch einer Reform der deutschen Lyrik, 1888
- Die böhmischen Musikschulen, 1890
- Mozart in Prag, Prag 1892
- Robert Franz (Biographie), Leipzig 1894
- Arpeggien: Musikalisches aus alten und neuen Tagen, Dresden 1897
- J. Strauß, Berlin 1900
- Aus fünf Jahrhunderten, Prag 1911
- Das romantische Musik-Prag, Prag 1914
- Der Kammermusikverein in Prag, Prag 1926
- Abriß der allgemeinen Musikgeschichte, begründet von Bernhard Kothe, weitergeführt von Rudolph Procházka, 12. Aufl., besorgt von Max Chop, Leipzig 1929.